# 容穆王后
容穆王后（용목왕후，?—?）李氏，扶餘郡人，是高丽王朝靖宗王亨的王后，父工部侍郞李稟焉。
《高麗史》對容穆王后著墨不多，只知靖宗王亨納李氏為后，號昌盛宮，生悼哀公主，死後謚號容穆王后。

## 家族
- 父：工部侍郞李稟焉
- 夫：靖宗王亨
- 女：悼哀公主